# AUCORSA
AUCORSA (Autobuses de Córdoba, S.A.) es una empresa municipal que opera el servicio de transporte público de viajeros en la ciudad de Córdoba.

## Historia
Se constituyó el 3 de enero de 1953, siendo el Ayuntamiento el único accionista. Actualmente tiene en servicio 16 líneas urbanas, 8 líneas periféricas, 2 líneas a polígonos y servicios especiales que funcionan durante los días que hayan vuelos en el Aeropuerto de Córdoba, Feria de Córdoba y partidos de fútbol.

## Precios públicos
Desde finales de 2015, el billete sencillo tiene un coste de 1,30€. Pero el método más utilizado es la Tarjeta Bonobús recargable, que actúan como un monedero del cual se descuenta el coste de cada viaje, entre 0,58€ y 0,72€. Este método da derecho a realizar transbordos, es decir, coger otro autobús para completar el viaje, de manera gratuita dentro de la hora siguiente y a distinta línea. El precio de los billetes sencillos para los servicios especiales es de 1,60€.
La empresa está integrada en el Consorcio de Transporte Metropolitano del Área de Córdoba.

### Servicios de AUCORSA
AUCORSA presta servicio a la ciudad de Córdoba con 16 líneas urbanas, 8 líneas periféricas, 2 líneas a polígonos, 2 servicios especiales y 12 líneas especiales que funcionan durante la celebración de la Feria de Córdoba.

### Líneas urbanas
| Línea | Trayecto                                 | Frecuencia media                       | Frecuencia media                       | Frecuencia media                       |
| Línea | Trayecto                                 | Laborables                             | Sábados                                | Domingos y festivos                    |
| ----- | ---------------------------------------- | -------------------------------------- | -------------------------------------- | -------------------------------------- |
| 1     | Fátima - Tendillas                       | Mañanas cada 14 min Tardes cada 18 min | Cada 17 min                            | Cada 17 min                            |
| 2     | Fátima - Tejares - Ciudad Sanitaria      | Mañanas cada 6 min Tardes cada 11 min  | Mañanas cada 13 min Tardes cada 14 min | Cada 17 min                            |
| 3     | Albaida - RENFE - Fuensanta              | Mañanas cada 14 min Tardes cada 17 min | Mañanas cada 15 min Tardes cada 20 min | Mañanas cada 15 min Tardes cada 19 min |
| 4     | Fidiana - RENFE - Miralbaida             | Mañanas cada 12 min Tardes cada 13 min | Cada 18 min                            | Cada 21 min                            |
| 5     | Ciudad Sanitaria - RENFE - Valdeolleros  | Mañanas cada 14 min Tardes cada 16 min | Mañanas cada 17 min Tardes cada 20 min | Cada 20 min                            |
| 6     | Levante - Tejares - B. Guadalquivir      | Mañanas cada 8 min Tardes cada 12 min  | Mañanas cada 12 min Tardes cada 13 min | Mañanas cada 18 min Tardes cada 20 min |
| 7     | Cañero - Ciudad Jardín - Hospital Quirón | Mañanas cada 8 min Tardes cada 11 min  | Mañanas cada 12 min Tardes cada 14 min | Mañanas cada 15 min Tardes cada 18 min |
| 8     | Valdeolleros - Colón - Palmeras          | Mañanas cada 10 min Tardes cada 14 min | Cada 13 min                            | Cada 20 min                            |
| 9     | Figueroa - Tejares - Sector Sur          | Mañanas cada 11 min Tardes cada 12 min | Cada 16 min                            | Mañanas cada 19 min Tardes cada 20 min |
| 10    | RENFE - Brillante                        | Mañanas cada 20 min Tardes cada 30 min | Cada 30 min                            | Cada 30 min                            |
| 11    | RENFE - Sansueña                         | Cada 30 min                            | Cada 30 min                            | Cada 30 min                            |
| 12    | Naranjo - Tendillas - Sector Sur         | Mañanas cada 13 min Tardes cada 15 min | Mañanas cada 17 min Tardes cada 20 min | Cada 23 min                            |
| 13    | Colón - Urb. El Patriarca                | Cada 30 min                            | Cada 30 min                            | Cada 30 min                            |
| 14    | Fidiana - Sector Sur - Ciudad Sanitaria  | Cada 21 min                            | Cada 20 min                            | Cada 24 min                            |
| C2    | Tendillas - Padres de Gracia             | Cada 40 min                            | Cada 40 min                            | Cada 40 min                            |
| 46    | Colón - Huerta de Hierro                 | Cada 40 min                            | Cada 40 min                            | Cada 40 min                            |

### Líneas periféricas
| Línea | Trayecto                                   |
| ----- | ------------------------------------------ |
| O1    | República Argentina - Villarubia - Veredón |
| O2    | República Argentina - Majaneque - Veredón  |
| E     | Colón - Alcolea - Bda. Los Ángeles         |
| RB    | Colón - Campus Rabanales                   |
| N     | RENFE - Cerro Muriano                      |
| N1    | RENFE - Paraiso Arenal                     |
| T     | República Argentina - Trassierra           |
| 76    | Colón - Las Jaras                          |

### Líneas a polígonos
| Línea | Trayecto                                |
| ----- | --------------------------------------- |
| TR    | Colón - P.I.Torrecilla                  |
| QM    | Paseo de la Victoria - P.I.Las Quemadas |

### Líneas Especiales
| Línea | Trayecto                                         |
| ----- | ------------------------------------------------ |
| 77    | Servicio Especial Colón - Centro de Convenciones |
| 78    | Servicio Especial Aeropuerto                     |

### Servicio Especial Fútbol
| Línea | Trayecto                                                                                     |
| ----- | -------------------------------------------------------------------------------------------- |
| 71    | Ciudad Jardín - Noreña - Estadio (Solo antes de partidos del Córdoba Club de Fútbol)         |
| 72    | Levante - Fuensanta - Estadio (Solo antes de partidos del Córdoba Club de Fútbol)            |
| 73    | Hipercor - Figueroa - Estadio (Solo antes de partidos del Córdoba Club de Fútbol)            |
| 74    | Barrio Naranjo - Ollerías - Estadio (Solo antes de partidos del Córdoba Club de Fútbol)      |
| 75    | Miralbaida - Parque Cruz Conde - Estadio (Solo antes de partidos del Córdoba Club de Fútbol) |

### Servicio Especial Feria
| Línea | Trayecto                                                                 |
| ----- | ------------------------------------------------------------------------ |
| 21    | Feria - Tejares - Tendillas (Solo durante la Feria de Córdoba)           |
| 22    | Feria - B. Guadalquivir (Solo durante la Feria de Córdoba)               |
| 23    | Feria - Levante - Fátima (Solo durante la Feria de Córdoba)              |
| 24    | Feria - Brillante - Patriarca (Solo durante la Feria de Córdoba)         |
| 25    | Feria - Naranjo - Mirabueno (Solo durante la Feria de Córdoba)           |
| 26    | Feria - Cañero - Fidiana (Solo durante la Feria de Córdoba)              |
| 27    | Feria - Hta. Sta. Isabel - Figueroa (Solo durante la Feria de Córdoba)   |
| 28    | Feria - Miralbaida - Palmeras (Solo durante la Feria de Córdoba)         |
| 29    | Feria - Ciudad Jardín - Poniente (Solo durante la Feria de Córdoba)      |
| 30    | Feria - Santa Rosa (Solo durante la Feria de Córdoba)                    |
| 31    | Feria - Turruñuelos - Arroyo del Moro (Solo durante la Feria de Córdoba) |
| 32    | Feria - Realejo - Tendillas (Solo durante la Feria de Córdoba)           |
| 33    | Feria - Parque Cruz Conde (Solo durante la Feria de Córdoba)             |